# Райско кътче в ада
„Райско кътче в ада“ (на английски: Suburbicon) е американска криминална черна комедия от 2017 г. на режисьора Джордж Клуни, който е съсценарист с братята Коен, и Грант Хеслов. Във филма участват Мат Деймън, Джулиан Мур, Ноа Джуп и Оскар Айзък.